# Länsväg E 796
Länsväg E 796 är en övrig länsväg i Östergötlands län, Sverige. Vägen går mellan Linköping (Mörtlösarondellen) och Skinnstad, där den övergår i Länsväg 210. Sträckan var tidigare en del av E4, men degraderades till länsväg när motorvägen mellan Linköping och Norsholm öppnades 1975. Det är i dag en betydelsefull lokal väg mellan Linköping och ett antal orter öster om staden. Många väljer också att åka denna väg för att ta sig mellan Linköping och Söderköping, även om Trafikverket rekommenderar E4. Större delen av sträckan är en överasfalterad betongväg.
Från Mörtlösarondellen, där vägen ansluter till E4.21 och Riksväg 35, går vägen genom stadsdelarna Tallboda och Malmskogen i Linköping. Därefter passerar den utanför Linghem, korsar Södra stambanan på en bro och passerar genom Gistad. Vid Skinnstad byter vägen namn till Länsväg 210 och fortsätter mot Trafikplats Norsholm (avfart 115) vid E4. Man kan även svänga höger (från Linköping sett) vid Skinnstad och fortsätta Länsväg 210 mot Söderköping.
Vägen är, sedan november 2016, huvudsakligen skyltad 80 km/h (tidigare 90 km/h), utom genom Tallboda (70 och 50 km/h), Malmskogen (70 km/h), två korsningar vid Linghem (70 km/h) samt genom Gistad (70 km/h).